# Пятихатки (Николаевский район)
Пятихатки (укр. П'ятихатки) — село в Николаевском районе Николаевской области Украины.
Население по переписи 2001 года составляло 4 человека. Почтовый индекс — 57140. Телефонный код — 512.

## Местный совет
57140, Николаевская обл., Николаевский р-н, с. Нечаянное, ул. Одесская, 17